# Ectrepopterus uruguayensis
Ectrepopterus uruguayensis ist eine Fischart aus der Familie Acestrorhamphidae in der Ordnung der Salmlerartigen (Characiformes). Sie kommt nur in Uruguay und im Süden Brasiliens im Unterlauf des Río Uruguay, im Río Cuareim, Río Salto, Río Negro, Río Santa Lucía und im Río de la Plata vor.

## Merkmale

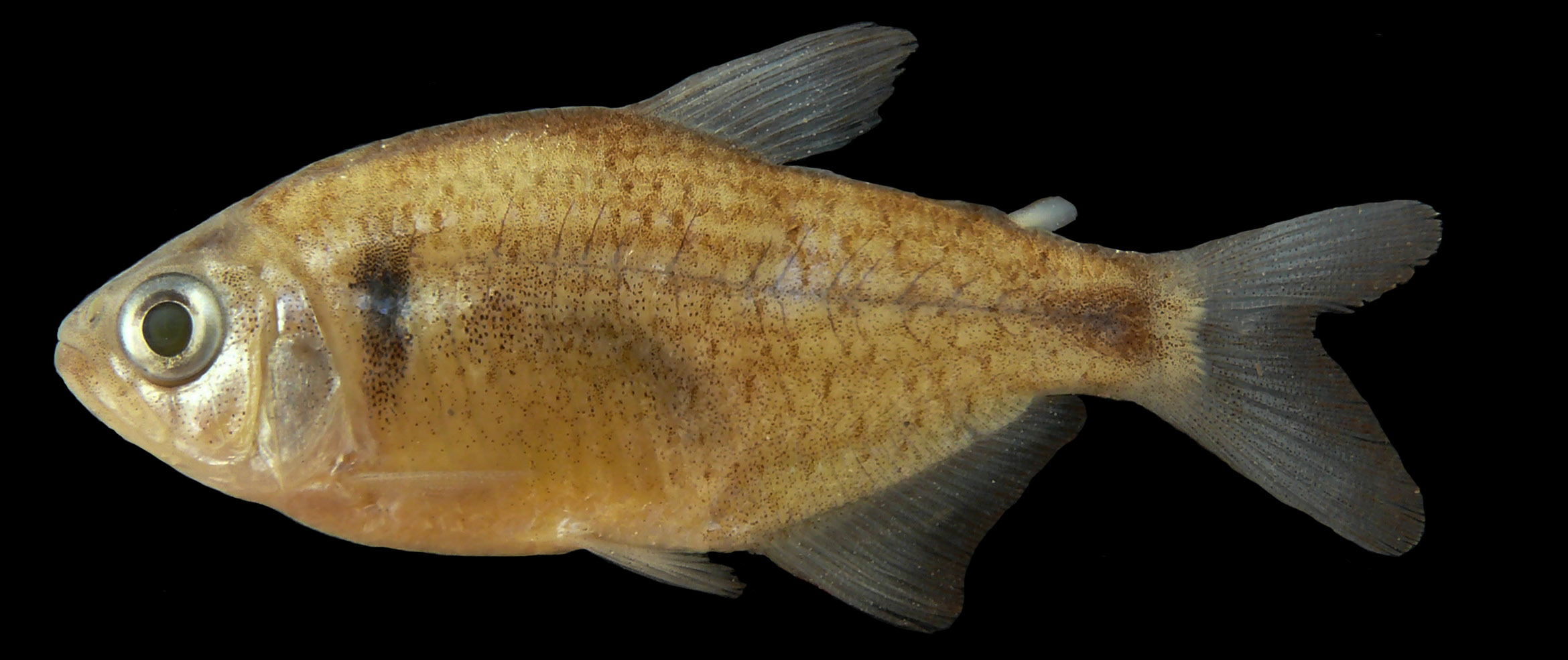
Präpariertes Exemplar

Ectrepopterus uruguayensis erreicht eine Standardlänge von etwa 5 Zentimeter. Der Rumpf ist seitlich abgeflacht. Die größte Körperhöhe befindet sich nah des Rückenflossenansatzes. Das Kopfprofil ist gerade. Das Maul ist endständig, wobei der Oberkiefer etwas weiter vorsteht als der Unterkiefer. Die Anzahl der Zähne auf der Maxillare ist mit 6 bis 11 relativ hoch. Der Schwanzstiel ist relativ lang und oben und unten gerade oder etwas konkav. Die Fischart ist silbrig bis golden gefärbt. Der obere Bereich der Iris ist rot. Die Rücken-, After-, Schwanz- und Fettflosse sind gelblich. Die mittleren Schwanzflossenstrahlen und die distalen Abschnitte der übrigen Schwanzflossenstrahlen sind mit schwärzlichen Melanophoren versehen. Die Brustflossen sind transparent, die Bauchflossen orange. Die Anzahl der Flossenstrahlen in der Rückenflosse beträgt 10 bis 12. Ausgewachsene Männchen von Ectrepopterus uruguayensis besitzen im Unterschied zu den Weibchen kleine knöcherne Haken an allen Flossenstrahlen.

## Lebensraum und Lebensweise
Ectrepopterus uruguayensis kommt in Bächen und mehr oder weniger schnell strömenden Flachwasserbereichen (bis zu 1,2 m Tiefe) größerer Flüsse vor.
In der Regel besteht eine Ufervegetation aus Bäumen und Sträuchern und die Gewässer sind mäßig mit Wasserpflanzen bewachsen. Das Wasser ist meist klar und der Boden ist schlammig, sandig oder kiesig. Die Wassertemperatur liegt je nach Jahreszeit zwischen 10 und 30 °C. Der pH-Wert liegt bei 7 im neutralen Bereich. Aquaristischen Beobachtungen zufolge ist Ectrepopterus uruguayensis weder schwarm- noch revierbildend.